# Jamal Ait Lmaalem
Jamal Ait Lmaalem (arab. جمال ايت لمعلم,  ur. 1 lipca 1990 w Ajt Mallul) – marokański piłkarz, grający jako lewy obrońca.

## Klub

### Olympic Safi
Zaczynał karierę w Olympic Safi. W sezonie 2012/2013 zagrał 18 spotkań i trzykrotnie asystował.

### FAR Rabat
1 lipca 2013 roku przeniósł się do FAR Rabat. W tym zespole zadebiutował 1 listopada 2013 roku w meczu przeciwko Renaissance Berkane (0:0). Zagrał cały mecz. Łącznie zagrał 3 spotkania.

### Ittihad Tanger
1 lipca 2015 roku podpisał kontrakt z Ittihadem Tanger. W tym zespole zadebiutował 30 października 2015 roku w meczu przeciwko Olympique Khouribga (wygrana 2:1). Wszedł na boisko w 88. minucie, zastąpił Zakarię Melhaoui. Pierwszą asystę zaliczył 29 października 2016 roku w meczu przeciwko Olympic Safi (wygrana 1:2). Asystował przy golu Enesa Sipovicia w 32. minucie. Łącznie zagrał 13 meczów i raz asystował.

### Olympique Khouribga
1 lipca 2017 roku został zawodnikiem Olympique Khouribga. W tym klubie debiut zaliczył 10 września 2017 roku w meczu przeciwko Raja Casablanca (1:1). Zagrał cały mecz. Łącznie wystąpił w 4 spotkaniach.
1 lipca 2019 roku odszedł na wolny transfer, później dokonał decyzji o końcu kariery.